# Никифоровецька сільська рада
| Никифоровецька сільська рада — колишній орган місцевого самоврядування у Немирівському районі Вінницької області з адміністративним центром у с. Никифорівці. Сільській раді підпорядковані населені пункти: - с. Никифорівці - с. Лука |

## Склад ради
Рада складається з 14 депутатів та голови.

## Керівний склад сільської ради
| ПІБ                         | Основні відомості                                                         | Дата обрання | Дата звільнення |
| --------------------------- | ------------------------------------------------------------------------- | ------------ | --------------- |
| Дуднік Сергій Володимирович | Сільський голова, 1967 року народження, освіта, безпартійний              | 26.03.2006   | 31.10.2010      |
| Дуднік Сергій Володимирович | Сільський голова, 1967 року народження, освіта вища, член Партії регіонів | 31.10.2010   |                 |

Примітка: таблиця складена за даними джерела